# Proveniershof

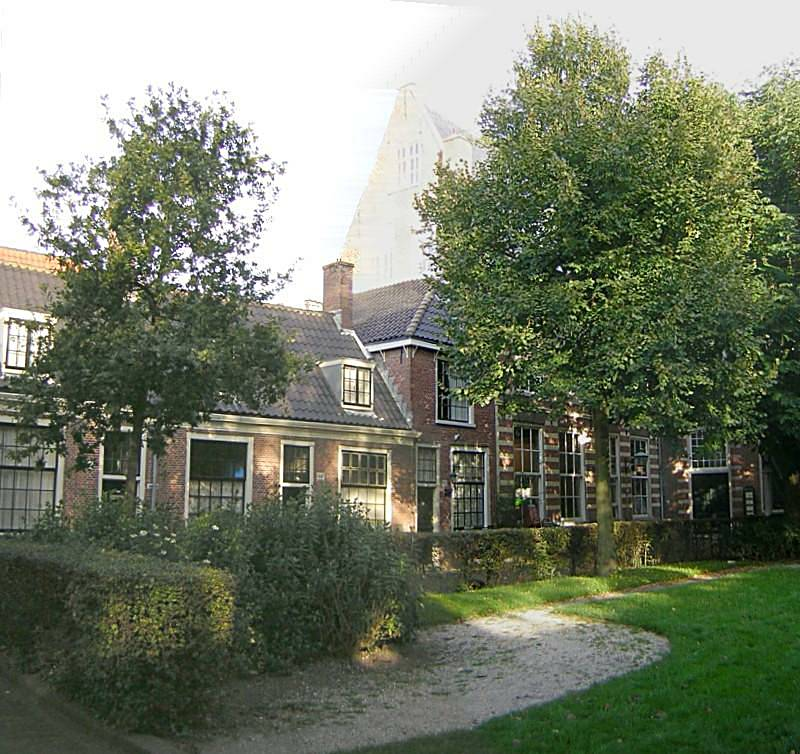
Proveniershof te Haarlem

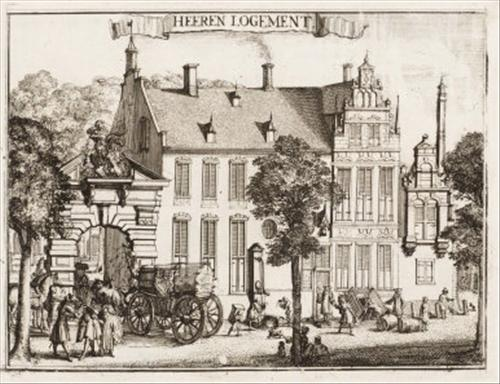
Ets van het Proveniershuis in 1688

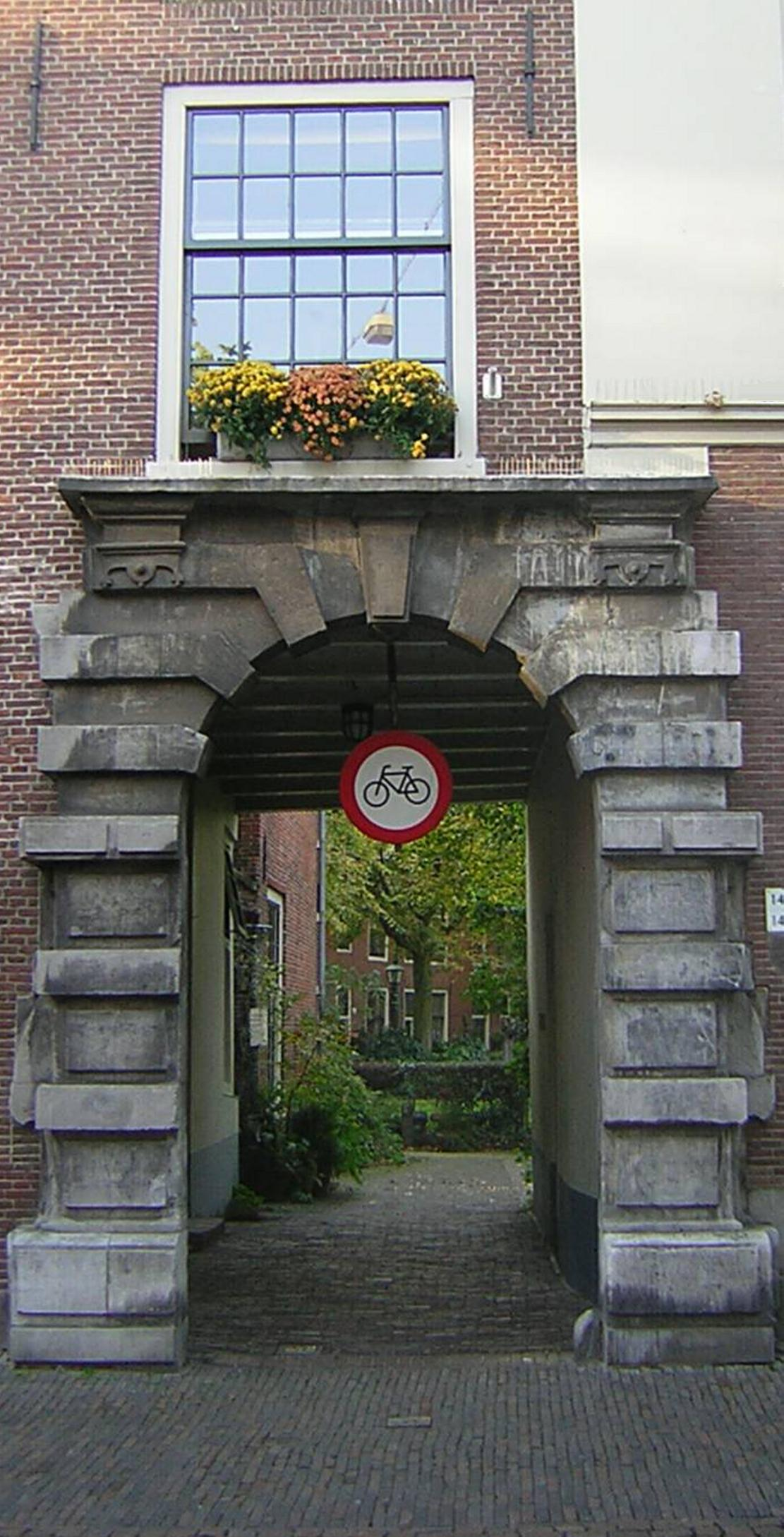
Poort van het Proveniershof aan de Grote Houtstraat

Het Proveniershof is een hofje in Haarlem, gelegen aan de Grote Houtstraat 140, de drukste winkelstraat van Haarlem. Het Proveniershof heeft wel de vorm van een hof, maar is anders dan een 'gewoon' hofje niet gesticht door een gilde, een rijke particulier of een kerk. De naam Proveniershof dankt het hofje aan het feit dat hier tot 1866 een proveniershuis te vinden was. In het voormalige proveniershuis zijn nu appartementen gebouwd.

## Van klooster totHeerenlogement
In de vijftiende eeuw stond op de plek van het Proveniershofje het katholieke vrouwenklooster Sint Michiel. In 1578 - ten tijde van de reformatie - werden de nonnen door de protestanten verjaagd. Drie jaar later werd het klooster en het omliggende terrein door de Prins van Oranje toegewezen aan de stad Haarlem als vergoeding voor de schade die de stad tijdens het Beleg van Haarlem had geleden. Het terrein werd in gebruik genomen door de Schutterij Sint Joris die het kloosterhof als oefenveld gebruikte; zo'n oefenveld heette in die tijd 'De Doelen'. Daarmee had de stad Haarlem twee 'Doelen':de Cloveniersdoelen en de Sint Jorisdoelen. In 1592 werd het kloostergebouw vervangen door een nieuw 'Doelengebouw' volgens ontwerp van stadsbouwmeester Lieven de Key; dit gebouw staat er nog steeds en doet dienst als poortgebouw van het hofje. In 1681 besloot de stad Haarlem dat één Doelen voor de schutterij voldoende was. De Sint Jorisdoelen werd in 1682 verbouwd tot 'heerenlogement', een herberg voor mannen. De meeste huizen van het huidige Proveniershof dateren ook uit de 17e eeuw. Deze huizen, gebouwd achter het toenmalige heerenlogement, hadden niets met de herberg te maken, ze waren eigendom van de stad Haarlem en werden verhuurd aan particulieren.

## Proveniershuis
Het heerenlogement was geen succes, daarom werd besloten de herberg om te vormen tot een proveniershuis. Dit proveniershuis werd in 1707 in gebruik genomen. 'Provenier' is een oud-Hollandse benaming voor 'iemand die van preuves leeft' waarbij preuve gift betekent. Gratis was een verblijf in het proveniershuis echter niet; de bewoners moesten zich inkopen. Hadden ze zich eenmaal ingekocht dan konden ze er tot hun dood blijven wonen en werden ze voorzien van de meest noodzakelijke levensbehoeften (kost en inwoning). Een paar keer per jaar kregen ze 'preuves' van het bestuur, de bewoners kregen dan wat luxere goederen. Het proveniershuis was in aanvang zeer gewild, er was zelfs een wachtlijst. Vanwege de populariteit werden er woningen in de Doelstraat bijgekocht. Tegen het einde van de 18e eeuw nam de populariteit af, de regenten verlegden hun aandacht naar kostgangers die voor 340 gulden per jaar een woning konden huren inclusief kost.
Een opmerkelijke bewoner van het heerenlogement was de reus Daniel Cajanus, die afkomstig was uit Finland en in het proveniershuis verbleef van 1745 tot zijn dood in 1749. Volgens overlevering was hij 2,34 meter lang. Een anekdote vertelt dat Cajanus zijn pijp kon aansteken aan een straatlantaarn. Na zijn dood in 1749 werd Cajanus begraven in de Grote Kerk te Haarlem.

## Oudemannenhuis
In 1810 werden door de Franse bezetters verschillende gebouwen in Haarlem in beslag genomen om het leger te huisvesten. Een van die gebouwen was het huidige Frans Hals Museum dat vóór die tijd dienstdeed als oudemannenhuis. De bewoners van dit oudemannenhuis werden verplaatst naar het proveniershuis. Van 1810 tot 1866 bleef het proveniershuis in gebruik als oudemannenhuis. De achtergelegen woningen bleven normale huurwoningen.

## Proveniershof
Vanaf 1866 is op dezelfde plaats en in dezelfde gebouwen het Proveniershof gevestigd dat toen ook de naam 'hof' kreeg. In 1882 werd het uitgebreid met een aantal huisjes die voorheen toebehoorden aan het aanpalende Hofje van Oud Alkemade, ook wel het Hofje van de Twaalf Apostelen genoemd. Dat hofje lag aan de Barrevoetesteeg, die in dat jaar werd verbreed tot de Barrevoetstraat. Daarbij moest een aantal huisjes worden afgebroken, de overblijvende grond en huisjes van het hofje van Oud Alkemade werden bij het terrein van het Proveniershof gevoegd.
In de 20e eeuw zijn in het hoofdgebouw appartementen gerealiseerd; ook zijn de achterliggende woningen gerestaureerd. Het Proveniershof is een groot hof met redelijk grote en verschillende woningen. Dat de woningen groter zijn dan de gemiddelde hofjeswoning komt doordat de huizen niet gebouwd zijn uit liefdadigheid maar als gewone huurwoningen. Hebben 'gewone hofjes' woningen maar één of twee kamers, in het Proveniershof zijn er woningen met twee tot zes kamers. Het hof wordt van oudsher gemengd bewoond (mannen en vrouwen) en omdat de woningen groot zijn wonen er - anders dan in de meeste hofjes - ook echtparen. Er wonen veel kunstenaars in het Proveniershof, waaronder de bekende Haarlemse componist/pianist JanWillem Lagerwaard. Het hof is eigendom van de woningcorporatie Ymere die de woningen verhuurt. In een deel van het voormalige proveniershuis is sinds de '90 jaren van de 20ste eeuw een lunchroom gevestigd.

## Trivia
- Het pleintje waar de Grote Houtstraat en de Gierstraat samenkomen wordt ook wel het Proveniersplein genoemd, alhoewel dit geen vastgestelde naamgeving is.

Bestaand:
Brouwershofje ·
Bruiningshofje ·
Frans Loenenhofje ·
Gravinnehof ·
Hofje Codde en Van Beresteijn ·
Hofje In den Groenen Tuin ·
Hofje van Bakenes ·
Hofje van Guurtje de Waal ·
Hofje van Loo ·
Hofje van Noblet ·
Hofje van Oorschot ·
Hofje van Staats ·
Hofje van Heythuysen ·
Johan Enschedé Hof ·
Luthers Hofje ·
Proveniershof ·
Remonstrants Hofje ·
Teylers Hofje ·
Vrouwe- en Antonie Gasthuys ·
Wijnbergshofje ·
Zuiderhofje
Verdwenen:
Aelbert Gerritsz. Fijnebuyckshofje ·
Blokshofje ·
Blokzeyldershofje ·
Boonhofje ·
Brammershofje ·
Bullenhofje ·
Comanshofje ·
Deymanshofje ·
Guurt Burethofje ·
Hofje de Dubbele Muts ·
Hofje de Hemelpoort ·
Hofje de Vijftien Kamers ·
Hofje der Twaalf Apostelen ·
Hofje Het Lam ·
Hofje van Bavo ·
Hofje van Gratie ·
Kenauhofje ·
Luciehofje ·
Pietershofje ·
Sint Annahofje ·
Sint Jans Koenen Gasthuishofje ·
Slickhofje ·
Solomonshofje ·
Twijndershofje ·
Vissershofje ·
Weeshuishofje
Annaklooster · Begijnhof · Catharinaklooster · Cecilliaklooster · Claraklooster · Dominicanenklooster · Fraterhuis · Jansklooster · Maria en Lazarusklooster · Maria Magdalenaklooster · Margrietklooster · Mariaklooster · Michielsklooster · Norbertijnenklooster · Regulieren in de Waard · Ursulaklooster · Zijlklooster